# NGC 5510
NGC 5510 (другие обозначения — ESO 579-3, MCG -3-36-10, NPM1G -17.0387, IRAS14108-1744, PGC 50807) — галактика в созвездии Дева.
Этот объект входит в число перечисленных в оригинальной редакции «Нового общего каталога».